# Église Saint-Nicolas-du-Chardonnet
Saint Nicolas du Chardonnet is een kerk in Parijs. In februari 1977 werd de kerk door de Priesterbroederschap Sint Pius X ingenomen. Het volksaltaar werd aan de kant gezet en tegenwoordig wordt hier de Mis alleen nog maar opgedragen volgens de Tridentijnse ritus.

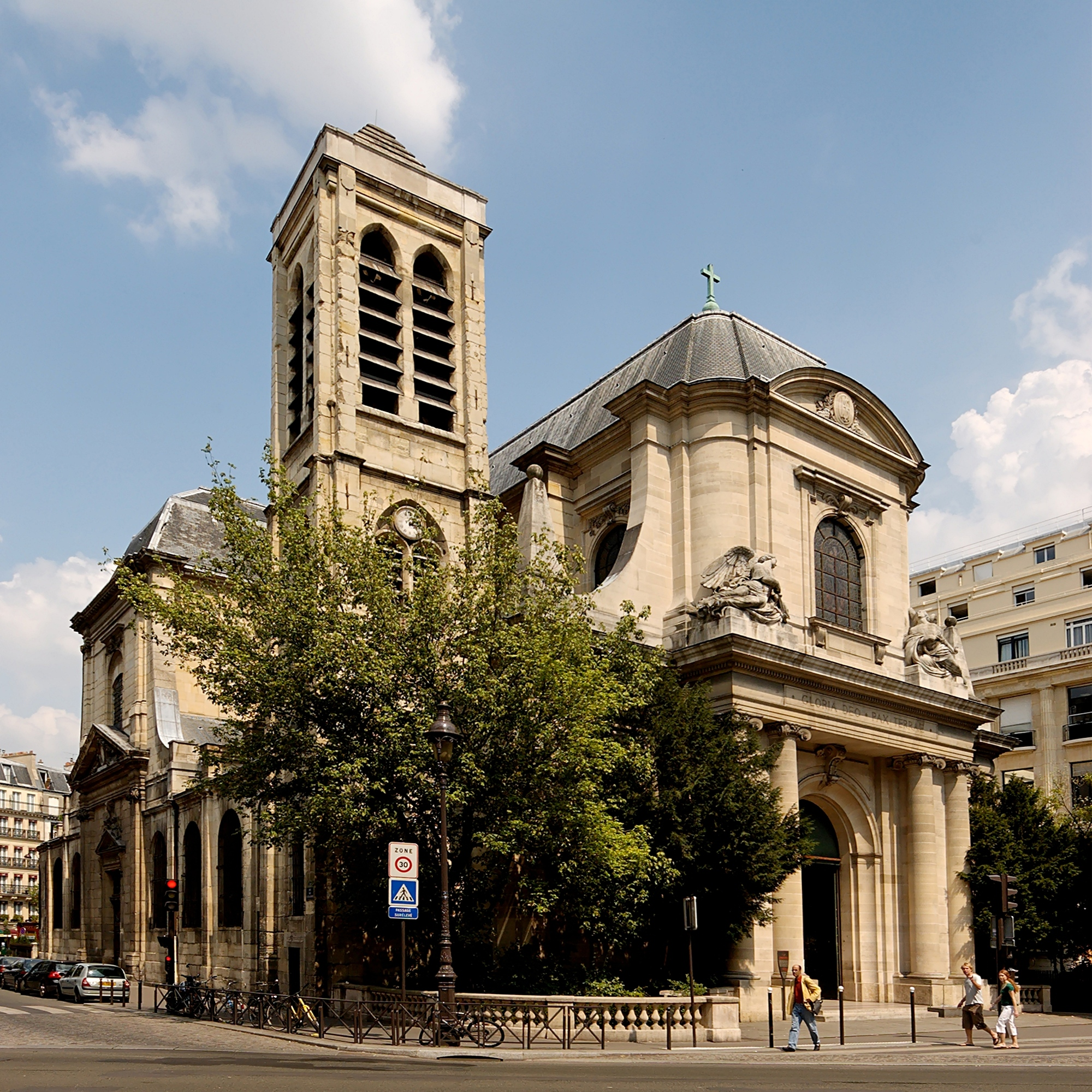
Voorzijde van de kerk.